# Gonolobus longipetiolatus
Gonolobus longipetiolatus är en oleanderväxtart som beskrevs av R. E. Woodson. Gonolobus longipetiolatus ingår i släktet Gonolobus och familjen oleanderväxter. Inga underarter finns listade i Catalogue of Life.